# Smittina ferruginea
Smittina ferruginea är en mossdjursart som beskrevs av Hayward och Cook 1983. Smittina ferruginea ingår i släktet Smittina och familjen Smittinidae. Inga underarter finns listade i Catalogue of Life.